# 太平镇 (藤县)
太平镇，是中华人民共和国广西壮族自治区梧州市藤县下辖的一个乡镇级行政单位。

## 行政区划
太平镇下辖以下地区：
泰州南社区、泰州北社区、上元街社区、正东街社区、德胜街社区、新雅村、仁安村、柴咀村、木崖村、安福村、七政村、良垌村、永良村、陈洞村、善庆村、大坡村、石夏村、浮田村、下黎村、金田村、东皇村、古秀村、罗社村、永平村和健安村。